# 萨尔梅龙西略斯
萨尔梅龙西略斯，是西班牙卡斯蒂利亚-拉曼恰昆卡省的一个市镇。总面积21平方公里，总人口188人（2001年），人口密度9人/平方公里。